# Alen Pajenk
Alen Pajenk (Maribor, 23 aprile 1986) è un pallavolista sloveno, centrale dell'Olympiakos.

## Carriera

### Club
La carriera di Alen Pajenk comincia nel 2003 quando entra a far parte del Maribor, club militante nel massimo campionato sloveno, dove resta per quattro stagioni, vincendo una Coppa di Slovenia. Nella stagione 2007-08 passa all'ACH Volley: con la squadra di Radovljica vince tre scudetti e Coppe di Slovenia consecutive, oltre a due Middle European League.
Nella stagione 2010-11 si trasferisce in Italia, nel BluVolley Verona, in Serie A1. Nella stagione 2011-12 passa alla Lube di Macerata, con la quale vince lo scudetto e, nella stagione 2012-13, la Supercoppa italiana. Nella stagione 2013-14 viene ingaggiato dallo Jastrzębski Węgiel, militante nella Polska Liga Siatkówki polacca, dove resta per due annate.
Per il campionato 2015-16 si trasferisce per un biennio alla squadra turca del Fenerbahçe, in Voleybol 1. Ligi, vincendo la Coppa di Turchia 2016-17. Nella stagione 2017-18 ritorna nella Serie A1 italiana, nuovamente al club di Verona, mentre nella stagione 2018-19 si accasa allo Czarni Radom, in Polska Liga Siatkówki.
Nell'annata 2020-21 veste la maglia dello Stade Poitevin, nella Ligue A francese, con cui conquista la vittoria della Coppa di Francia 2019-20, conclusa all'inizio della stagione successiva, a seguito della sospensione delle attività dovute al diffondersi della pandemia di COVID-19. Per la stagione 2021-22 si accorda con i greci dell'Olympiakos, in Volley League, con cui si aggiudica una Challenge Cup, due scudetti (premiato nel 2022-23 come MVP del campionato), una coppa nazionale e una Coppa di Lega e una Supercoppa greca.

### Nazionale
Nel 2006 ottiene le prime convocazioni nella nazionale slovena, aggiudicandosi il bronzo all'European League 2011 e nel 2015 la medaglia d'oro all'European League e l'argento al campionato europeo. Nel 2019 vince la medaglia d'oro alla Volleyball Challenger Cup e quella d'argento al campionato europeo. Nel 2021 conquista la medaglia d'argento al campionato europeo mentre nell'edizione 2023 si aggiudica il bronzo: nel 2023 arriva il bronzo anche in Coppa del Mondo.

## Palmarès

### Club
- Campionato sloveno: 3

2007-08, 2008-09, 2009-10
- Campionato italiano: 1

2011-12
- Campionato greco: 2

2022-23, 2023-24
- Coppa di Slovenia: 4

2005-06, 2007-08, 2008-09, 2009-10
- Coppa di Turchia: 1

2016-17
- Coppa di Francia: 1

2019-20
- Coppa di Grecia: 1

2023-24
- Supercoppa italiana: 1

2012
- Supercoppa greca: 1

2024
- Coppa di Lega: 1

2024-25
- Middle European League: 2

2007-08, 2009-10
- Challenge Cup: 1

2022-23

### Nazionale (competizioni minori)
- European League 2011
- European League 2015
- Volleyball Challenger Cup 2019
- Memorial Hubert Wagner 2023

### Premi individuali
- 2011 - European League: Miglior servizio
- 2023 - Volley League: MVP